# پریاندر
پریاندر (به یونانی: Περίανδρος) (۵۸۵ – ۶۲۵ پ. م.) فزرند کوسلوس، از خاندانِ هراکلیدا، از اهالیِ کورینت و جبّار این شهر بود. گفته می‌شود او اولین کسی بود که حکومتِ خود را به شکلِ جباری تغییر داد. وی را جزوِ فرزانگان هفت‌گانه یونان ذکر کرده‌اند. پریاندر دو پسر داشت با نام‌های کوپسلوس و لوکوفرون.
پریاندر همسرش را به قتل رساند، و پسرش، لوکوفرون را به جهتِ سوگواری‌ای که برای مادرش، به کورکورا، به تبعید فرستاد؛ ولی پس از مدتی از کردهٔ خود پشیمان شد، و فرزندش را فراخواند تا جانشین‌اش شود. اما مردم کورکورا، لوکوفرون را پیش از این‌که بتواند حرکت کند به قتل رساندند. پریاندر برای گرفتن انتقام از مردمِ این شهر، تمامِ پسرانِ کورکورا را به آلوئاتس فرستاد تا هم‌چون خواجگان خدمت کنند؛ ولی در نهایت همگی به معبدی گریخته، متحصن شدند و نجات یافتند.
پریاندر پس از این ماجرا که باعث یأس و نومیدی‌اش گشته بود، در سن هشتادسالگی درگذشت.
جملاتِ زیر از وی به جا مانده‌است:
- «لذت‌ها زودگذر و افتخارات پایدار است.»
- «هنگام خوش‌بختی متعادل باش و هنگام سختی محتاط.»
- «نه تنها کسانی را که خطایی انجام می‌دهند بلکه کسانی را نیز که در مرزِ انجام خطا هستند بر حذر بدار.»
- «کارِ نیکو کردن از پُرکردن است.»[۲]